# Trichozygocera freyi
Trichozygocera freyi là một loài bọ cánh cứng trong họ Cerambycidae.